# Budd Ice Rumples
Die Budd Ice Rumples (englisch) sind Eishöcker auf der Oberfläche des Lambert-Gletschers im ostantarktischen Mac-Robertson-Land. Sie treten 24 km östlich des Fisher-Massivs in den Prince Charles Mountains auf.
Das Antarctic Names Committee of Australia (ANCA) benannte sie am 28. Mai 2003 nach William Francis Budd (1938–2022), Glaziologe auf der Wilkes-Station im Jahr 1961 und auf der Mawson-Station im Jahr 1964.